# Hanhijärvi (sjö i Finland, Lappland, lat 67,82, long 25,42)
Hanhijärvi är en sjö i Finland. Den ligger i kommunen Kittilä i landskapet Lappland, i den norra delen av landet, 800 km norr om huvudstaden Helsingfors. Hanhijärvi ligger 207,4 meter över havet. Arean är 28,4 hektar och strandlinjen är 2,47 kilometer lång. Sjön  ingår i Kemi älvs huvudavrinningsområde. 